# オキシタラン
オキシタラン（oxytalan）はエラスチンに似た有機線維の一種で、一定の引張、圧縮、あるいは単なる弾性変形を受けるさまざまな種類の組織に見られる。

## 組成と構造
この物質は主に、フィブリリン1（高濃度に存在する）とフィブリリン-2（低濃度に存在するが、オキシタラン線維の発達を制限する）のような2種類の微小管タンパク質から構成されている。前の2つのタンパク質によって形成されたミクロフィブリルは、同じタイプの他のミクロフィブリルと結合し、十分な数が結合すると、オキシタランとして知られるミクロフィブリルの束を形成する。また、細胞外マトリックスに存在するさまざまな種類のタンパク質（例えば、フィブリン-5）のおかげで、これらのミクロフィブリルは、エラスチンの細胞外前駆体分子であるトロポエラスチンと結合することができ、これらの2種類の線維を結合させるのに役立つと考えられている。
光学顕微鏡で観察すると、これらの線維は、過マンガン酸カリウム、過ギ酸、過酢酸などで酸化されていない限り、アルデヒドフクシン溶液で染色されないことから、成熟した弾性線維と区別することができる。
電子顕微鏡では、直径7〜20nm、周期12〜17nmのミクロフィブリルユニットから構成されているように見える。その形態、局在、染色特性から、これらの線維は弾性組織の未熟な形態であると思われる。
平滑筋の表面に存在し、主に血管と関連している。

## 歯根膜・歯槽骨
オキシタラン線維は、Harold M.Fullmer とR.D. Lillieによって歯根膜で初めて報告された。オキシタラン線維は、歯の表面と平行に走る弾性線維で、曲がってセメント質に付着する。フィブリリンがオキシタラン線維を形成し、弾性的な挙動を引き起こす。歯の細胞解剖学において、オキシタラン線維は細胞外マトリックスの構成成分である。
オキシタランは歯根膜で非常に多く観察され、歯根膜を灌流する血管と関連しており、その機能は以下の通りである：
- 細胞をサポートし、組織の弾力性を促進し、抵抗性と剛性を高める。

- 血管と結合しているため、歯根膜の構造が変化した場合（歯にかかる力によってより大きく変化する）、血管を組織化し再配置する。

- 歯の萌出時に細胞の沈着を助ける。

オキシタランは、歯槽骨と歯のセメント質の骨組織に埋め込まれている。これらがミネラル化すると、コラーゲンやエラスチンと同様にその部分に固定される。